# Blancfossé

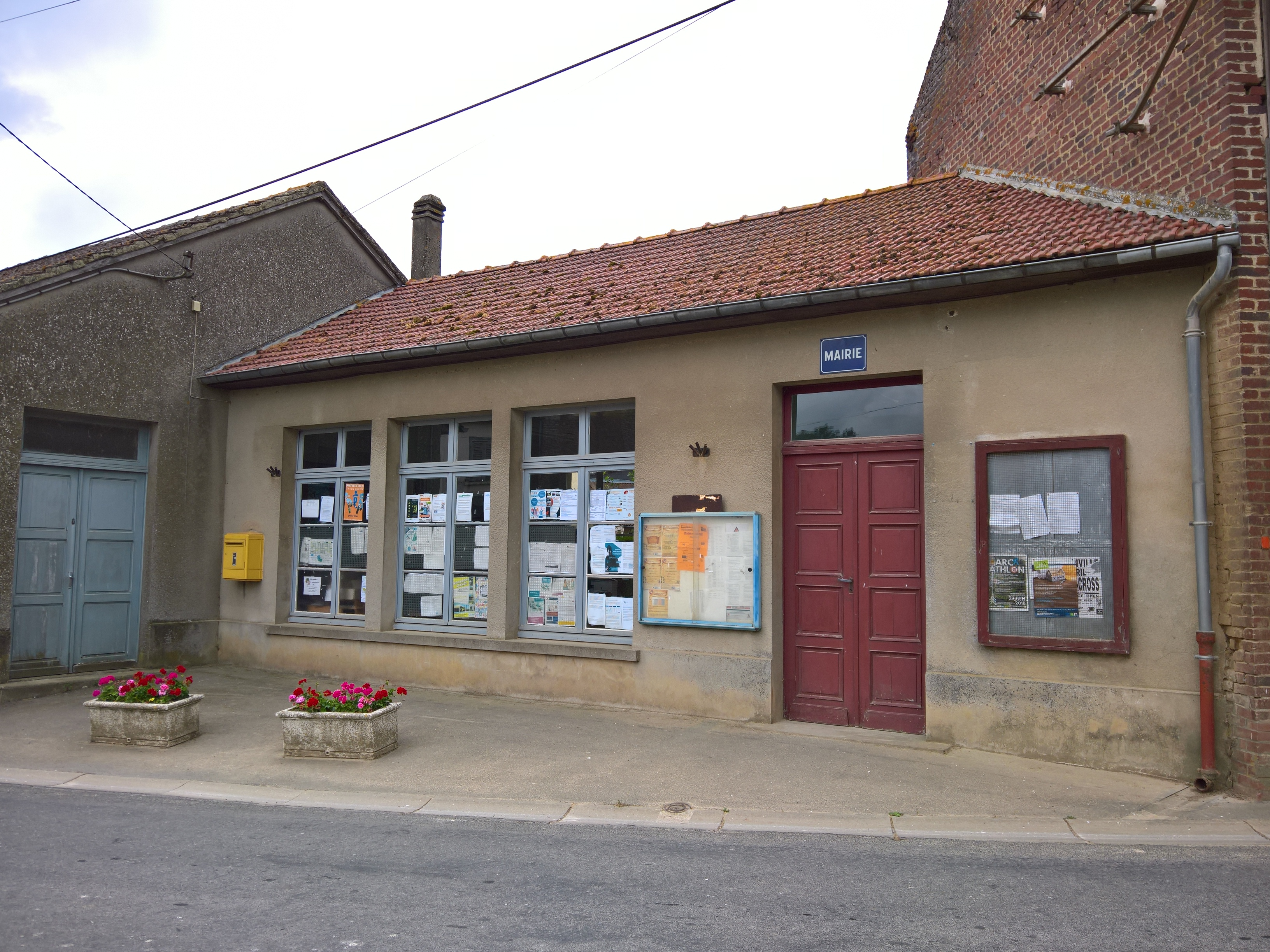
Rathaus von Blancfossé

Blancfossé ist eine französische Gemeinde mit 143 Einwohnern (Stand 1. Januar 2022) im Département Oise in der Region Hauts-de-France. Die Gemeinde liegt im Arrondissement Beauvais und ist Teil der Communauté de communes de l’Oise Picarde und des Kantons Saint-Just-en-Chaussée.

## Geographie
Die Gemeinde liegt auf der Hochfläche des Plateau Picard rund 13 Kilometer nordöstlich von Crèvecœur-le-Grand. Sie erstreckt sich im Osten bis knapp an die Autoroute A16.

## Einwohner
| 1962 | 1968 | 1975 | 1982 | 1990 | 1999 | 2006 | 2011 |
| ---- | ---- | ---- | ---- | ---- | ---- | ---- | ---- |
| 135  | 133  | 115  | 118  | 91   | 119  | 135  | 130  |

## Verwaltung
Bürgermeister (maire) ist seit 2001 Gilbert Debraine.

## Sehenswürdigkeiten
- Kirche Saint-Rémi[1]